# Dalibor Ploutsis
Dalibor Ploutsis (griechisch Σπύρος-Ντάλιμπορ Πλούτσης, auch: Spyros-Ntalimpor Ploutsis; * 15. November 1976 in Gottwaldov, Tschechoslowakei) ist ein ehemaliger tschechoslowakisch-griechischer Eishockeytorwart, der für Iptameni Pagodromi Athen in der griechischen Eishockeyliga spielte.

## Karriere
Dalibor Ploutsis, der in der Tschechoslowakei geboren wurde, begann seine Karriere als Eishockeyspieler in Athen beim griechischen Rekordmeister Iptameni Pagodromi Athen, für den er in der griechischen Eishockeyliga spielte. 2008, 2009, 2010 und 2013 wurde er mit dem Hauptstadtklub griechischer Landesmeister. Er beendete seine Karriere 2013 im Alter von 36 Jahren.

### International
Für Griechenland nahm Ploutsis an den Weltmeisterschaften der Division III 2008, als er nach dem Luxemburger Philippe Lepage und dem Nordkoreaner Pak Kun-hyok die drittbeste Fangquote des Turniers erreichte, 2009, als er mit der erneut drittbesten Fangquote nach dem Neuseeländer Richard Parry und dem Türken Eray Atalı zum besten Torhüter des Turniers und zum besten Spieler seiner Mannschaft gewählt wurde, 2010, als er die beste Fangquote und den geringsten Gegentorschnitt des Turniers erreichte, 2012 und 2013 teil, wobei er 2008 und 2013 mit den Hellenen zuvor auch ein Qualifikationsturnier bestreiten musste und 2013 mit der besten Fangquote des Qualifikationsturniers maßgeblich zur Qualifikation für die WM beitrug.

## Erfolge und Auszeichnungen
- 2008 Griechischer Meister mit Iptameni Pagodromi Athen
- 2009 Griechischer Meister mit Iptameni Pagodromi Athen
- 2010 Griechischer Meister mit Iptameni Pagodromi Athen
- 2013 Griechischer Meister mit Iptameni Pagodromi Athen

### International
- 2009 Bester Torwart der Weltmeisterschaft der Division III
- 2010 Höchste Fangquote und geringster Gegentorschnitt der Weltmeisterschaft der Division III, Gruppe A
- 2013 Qualifikation für die Division III bei der Qualifikation zur Weltmeisterschaft der Division III
- 2013 Höchste Fangquote der Qualifikation zur Weltmeisterschaft der Division III